# Éleu-dit-Leauwette
Éleu-dit-Leauwette är en kommun i departementet Pas-de-Calais i regionen Hauts-de-France i norra Frankrike. Kommunen ligger i kantonen Liévin-Sud som tillhör arrondissementet Lens. År 2022 hade Éleu-dit-Leauwette 2 815 invånare.

## Befolkningsutveckling
Antalet invånare i kommunen Éleu-dit-Leauwette
| Referens: INSEE |